# Pandanus christmatensis
 (juillet 2025).
Espèce
Pandanus christmatensis est une espèce de plantes à fleurs de la famille des Pandanaceae. C'est une plante tropicale dioïque endémique de l'île Christmas, un territoire australien situé dans le nord-est de l'océan Indien.

## Description
Pandanus christmatensis est un petit arbre ou arbuste, à racine aérienne, qui peut atteindre 10 m de hauteur. Ses feuilles, qui mesurent 1 à 2 m de long et 50 à 80 mm de large, sont vert foncé et présentent des épines marginales. L'inflorescence a des bractées blanches. Le fruit est orange à maturité.
La plante est étroitement liée à Pandanus tectorius, qui est largement répandue dans la région, et est très similaire à Pandanus platycarpus de Zanzibar.

## Répartition et habitat
La plante forme des fourrés denses et enchevêtrés sur les terrasses littorales de l'île, souvent près de la mer, sur des falaises calcaires exposées avec peu de sol. On le trouve également à l'intérieur des terres, sous la canopée de la forêt tropicale en particulier sur des éboulis calcaires

## Systématique
Le nom correct complet (avec auteur) de ce taxon est Pandanus christmatensis Martelli,.
Pandanus christmatensis a pour synonyme :
- Pandanus nativitatis Ridl.

### Étymologie
Son épithète spécifique, composée de christmat et du suffixe latin -ensis, « qui vit dans, qui habite », lui a été donnée en référence à sa localité type, l'île Christmas.

### Publication originale
- (it + la) Ugolino Martelli, « Pandanus - nuove specie descritte », Webbia, Florence, Firenze Stabilimento Pellas, vol. 1,‎ 1905, p. 361-371 (ISSN 0083-7792 et 2169-4060, OCLC 1769536, lire en ligne).